# Кожичково
Кожичково (пол. Kożyczkowo) — село в Польщі, у гміні Хмельно Картузького повіту Поморського воєводства.
Населення — 496 осіб (2011).
У 1975—1998 роках село належало до Гданського воєводства.

## Демографія
Демографічна структура станом на 31 березня 2011 року:
|          | Загалом | Допрацездатний вік | Працездатний вік | Постпрацездатний вік |
| -------- | ------- | ------------------ | ---------------- | -------------------- |
| Чоловіки | 257     | 92                 | 148              | 17                   |
| Жінки    | 239     | 72                 | 137              | 30                   |
| Разом    | 496     | 164                | 285              | 47                   |